# 1. Luftwaffen-Felddivision
Die 1. Luftwaffen-Feld-Division, auch Luftwaffen-Feld-Division 1, war ein militärischer Verband der Wehrmacht während des Zweiten Weltkrieges.

## Geschichte

### Aufstellung
Die Division wurde im Sommer 1942 unter dem Kommando des XIII. Fliegerkorps aus dem Flieger-Regiment 10 (Maubeuge) im Luftgau I Königsberg in Ostpreußen aufgestellt, schloss Ende 1942 die Aufstellung ab.

### Verlegung an die Ostfront
Sofort wurde die Division an die Ostfront geschickt und kämpfte bei der Kesselschlacht von Demjansk. In der Folge war die Division ab November 1942 der 16. Armee bei der Heeresgruppe Nord unterstellt und hatte ihr Einsatzgebiet um den Ilmensee.  Ab Dezember wechselte die Unterstellung bis zur Auflösung unter die 18. Armee, im August/September 1943 kurzzeitig wieder bei der 16. Armee, und das Einsatzgebiet wurde Nowgorod.

## 1. Feld-Division (L)

### Aufstellung durch Umbenennung
Am 1. November 1943 wird die Division als 1. Feld-Division (L), auch 1. Luftwaffen-Feld-Division, in das Heer, wie alle anderen Luftwaffen-Feld-Divisionen auch, für den Wehrkreis VI übernommen.
Die 1. Feld-Division (L) wurde der 18. Armee bei der Heeresgruppe Nord zugewiesen und kämpfte wieder um Nowgorod.

### Vernichtung
Im Raum Nowgorod wurde sie im Januar 1944 zerschlagen. 

### Verwendung der Reste der Division
Reste der Division kamen zur 28. Jäger-Division.

## Gliederung
1942
- I. bis IV. Infanterie-Bataillone (ohne Regiments-Stab) mit 16 Kompanien
- Panzerjäger-Abteilung mit 3 Kompanien; bis 1943
- Artillerie-Abteilung mit 3 Batterien; bis 1943
- Flak-Abteilung mit 3 Batterien; bis 1943
- Radfahr-Kompanie
- Pionier-Kompanie
- Luftnachrichten-Kompanie
- ab 1943: Luftwaffen-Artillerie-Regiment 1 aus Artillerie-Abteilung als III., Flak-Abteilung als IV. und Panzerjäger-Abteilung als V.

November 1943
- Jäger-Regiment 1 (L) mit vier Bataillonen
- Artillerie-Regiment 1 (L) mit drei Bataillonen
- Divisionseinheiten 1 (L)

## Kommandeure
- Oberst Gustav Wilke: von Ende September 1942 bis Mitte Januar 1943
- Oberst Werner Zech: von Mitte Januar 1943 bis Mitte April 1943
- Generalmajor Gustav Wilke: von Mitte April 1943 bis Mitte Juni 1943
- Oberst Anton Longin: von Mitte Juni 1943 bis Ende Juli 1943
- Generalmajor Gustav Wilke: von Ende Juli 1943 bis Oktober 1943
- Generalmajor Rudolf-Friedrich Petrauschke: von November 1943 bis zur Auflösung